# Eggersdorf bei Graz
Eggersdorf bei Graz ist eine österreichische Marktgemeinde mit 7.329 Einwohnern (Stand 1. Jänner 2025) in der Steiermark.

## Geografie

### Geografische Lage
Eggersdorf bei Graz liegt etwa zehn Kilometer nordöstlich der Landeshauptstadt Graz im Bezirk Graz-Umgebung im österreichischen Bundesland Steiermark. Durch die Gemeinde fließt der Rabnitzbach, ein Nebenfluss der Raab.

### Gemeindegliederung
Das Gemeindegebiet umfasst folgende neun Ortschaften und Katastralgemeinden (Einwohner Stand 1. Jänner 2025; Fläche Stand 31. Dezember 2023):
| Ortschaft und weitere Ortsteile | Einwohner | Katastralgemeinde   | Fläche    |
| --- | --------- | ------------------- | --------- |
| Brodersdorf samt Am Waldhang | 526       | Brodersdorf         | 193,34 ha |
| Brodingberg samt Bachberg, Ehrenberg, Ödt, Sparblgraben, Weiterstauden und Wetterkreuz                                                                       | 374       | Affenberg           | 459,85 ha |
| Edelsbach bei Graz samt Oberhöfling und Unterhöfling | 486       | Edelsbach           | 440,74 ha |
| Eggersdorf bei Graz samt Stuhlsdorf | 2111      | Eggersdorf          | 550,56 ha |
| Hart bei Eggersdorf samt Aigen, Albersdorf, Albersdorferegg, Ebelhof, Königgraben, Kotzersdorf und Tragberg                                                  | 666       | Hart bei Eggersdorf | 833,46 ha |
| Haselbach samt Buchegg, Freiingeregg, Hummelegg, Tragberg und Urscha                                                                                         | 390       | Haselbach           | 631,01 ha |
| Höf samt Höf-Lembach, Lembachtal und Maning | 1154      | Höf                 | 595,41 ha |
| Präbach samt Friedlhof, Giging und Hütteregg | 403       | Präbach             | 467,52 ha |
| Purgstall bei Eggersdorf samt Greith, Gumpers, Hoffeldsiedlung, Mitteregg, Mitterprellerberg, Oberprellerberg, Prellerberg, Unterprellerberg und Volkersdorf | 1219      | Purgstall           | 750,25 ha |

### Eingemeindungen und Umbenennung
- Zum 1. Jänner 1963 wurde Edelsbach bei Graz mit Eggersdorf bei Graz fusioniert.[3]
- Zum 1. Jänner 2004 wurde die damalige Gemeinde Purgstall bei Eggersdorf umbenannt in „Hart-Purgstall“.[4]

- Im Rahmen der steiermärkischen Gemeindestrukturreform wurden am 1. Jänner 2015 die vormals eigenständigen Gemeinden Brodingberg, Hart-Purgstall und Höf-Präbach mit Eggersdorf fusioniert.[5][6]

### Nachbargemeinden
Drei der acht Nachbargemeinden liegen im Bezirk Weiz (WZ).
| Weinitzen         | Kumberg                                     | Mitterdorf an der Raab (WZ)     |
| Kainbach bei Graz | Kompassrose, die auf Nachbargemeinden zeigt | Sankt Ruprecht an der Raab (WZ) |
| Laßnitzhöhe       | Nestelbach bei Graz                         | Ludersdorf-Wilfersdorf (WZ)     |

## Geschichte
Eggersdorf geht auf eine römerzeitliche Siedlung zurück, die römischen Grabhügel in Pircha und die Römersteine in Eggersdorf beweisen dies. Die heute noch so benannte Römerstraße war die Hauptverbindung zwischen dem Raabtal und dem Murtal. Das Dorf wurde nach einiger Zeit von den Slawen besiedelt, die Orts- bzw. Riednamen Stuhlsdorf (früher Stojansdorf – Dorf des Stojan, der Beständige), klanec, Glantschenbach – klanec, der Hohlweg und der „steil bergan führende Weg“, bezeugen dies.
Das Dorf erhielt den Namen Eggersdorf von deutschen Besiedlern, der Name stammt vom Gründer „Ekkehart“ (Dorf des Ekkerhard).
Die Ortsgemeinde als autonome Körperschaft entstand 1850. Die Gemeinde erhielt mit Beschluss des Steirischen Landtages vom 4. Juli 1928, durch ständige Entwicklung zu einem zentralen Markt im Gebiet östlich von Graz, das Marktrecht verliehen.
Nach dem Anschluss Österreichs 1938 lag die Gemeinde im Reichsgau Steiermark, 1945 bis 1955 war sie Teil der britischen Besatzungszone in Österreich.
Im Lauf der Zeit hat sich der Ort von einer handwerklichen und landwirtschaftlichen Gemeinde zu einer Gemeinde mit zentralörtlichem Charakter entwickelt. Heute gibt es in der Gemeinde einige Landwirte sowie Handwerks- und Dienstleistungsbetriebe. Eggersdorf bei Graz ist ein wichtiger Schulstandort und Sitz eines Standesamtes. Einen Polizeiposten und eine Pfarrkirche gibt es ebenfalls.
Seit 1973 war 50 Saisonen hindurch der Wimmerlift, ein Schlepplift, in Betrieb. Nach einer Saison mit nur 9 Schneetagen wurde er Ende Jänner 2023 von den privaten Betreibern stillgelegt.

## Kultur und Sehenswürdigkeiten

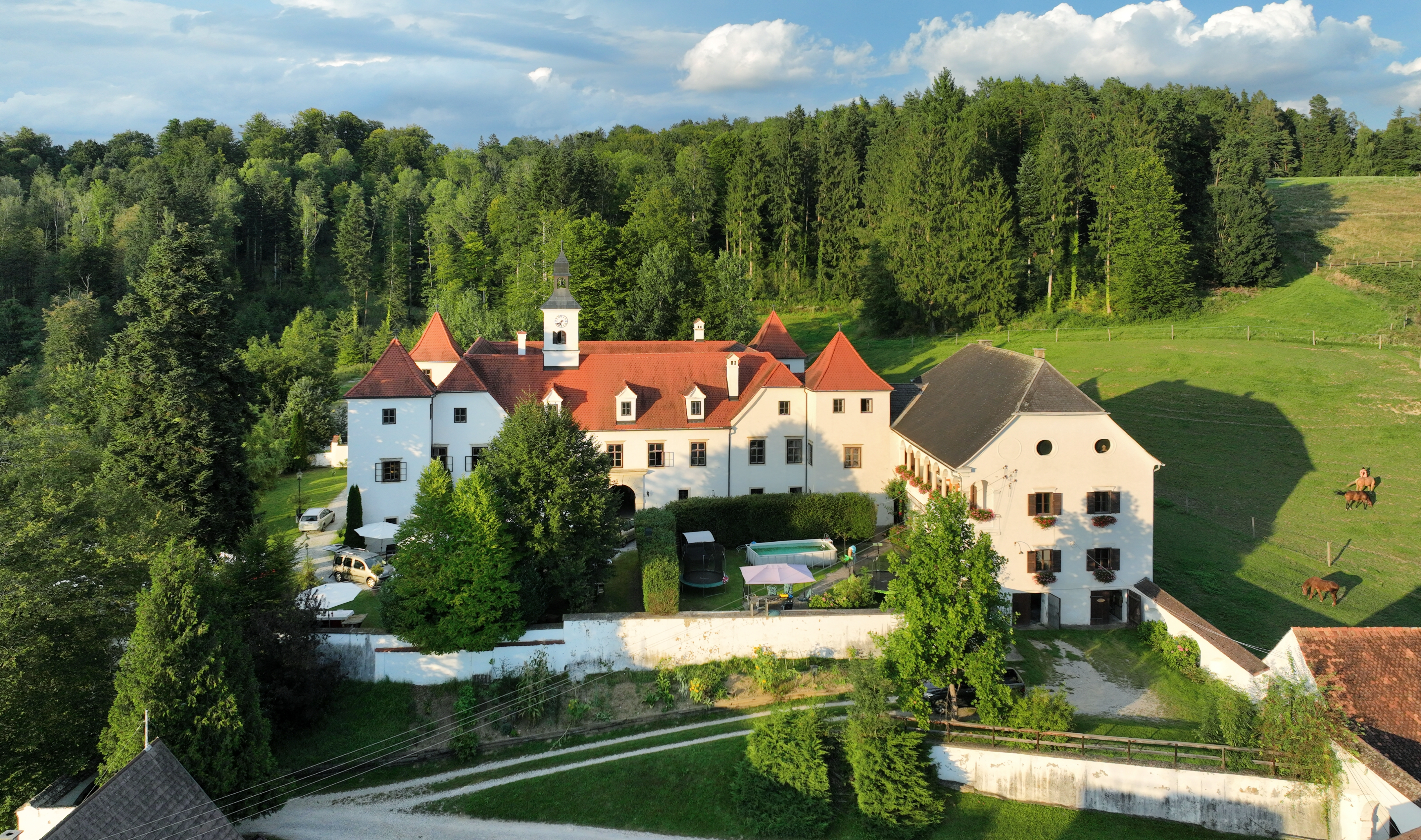
Schloss Dornhofen

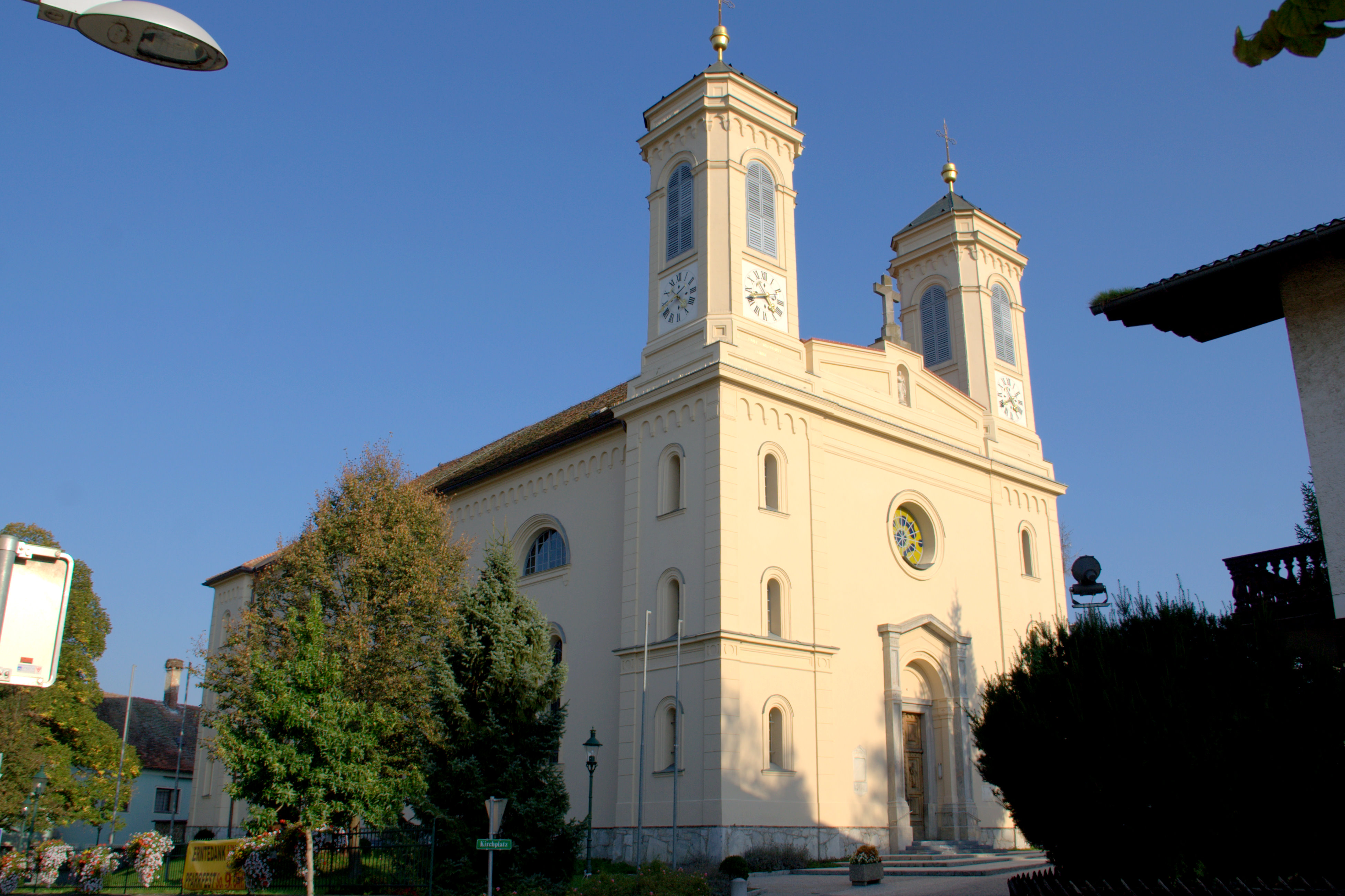
Pfarrkirche Eggersdorf bei Graz

### Bauwerke
- Schloss Dornhofen
- Katholische Pfarrkirche Eggersdorf bei Graz hll. Florian und Bartholomäus
- Kirche „Maria Himmelfahrt“ der Stationskaplanei Hönigtal
- Zornkapelle am Stuhlingeregg

- Privatsammlung: Toni Zierler hat auf seinem Hof eine Privatsammlung an Fotokameras und Fotografien, zurück bis Daguerreotypien. Dieses Kabinett ist – noch – nicht öffentlich zugänglich.[9]

## Wirtschaft und Infrastruktur

### Verkehr
- Straße: Die Gleisdorfer Straße B 65 durchquert auf einer Länge von knapp sieben Kilometern das Gemeindegebiet von Eggersdorf, während die durch die Nachbargemeinde Kumberg verlaufende Weizer Straße B 72 lediglich auf einem kurzen Teilstück die Grenze zur Gemeinde Eggersdorf bildet. Direkt durch den Marktort verläuft die Landesstraße L364, welche die B 65 mit der B 72 verbindet. Die Süd Autobahn A 2 ist über die Anschlussstelle Gleisdorf-West (exit 161) in etwa acht Kilometern erreichbar.

- Öffentlicher Verkehr: Durch das Gemeindegebiet verkehren einige RegioBus-Linien des Verkehrsbundes Steiermark. Busse nach Gleisdorf, Graz, Hartberg, Fürstenfeld, Ilz, Feldbach und Bad Gleichenberg fahren über die Gleisdorfer Straße B 65 zu ihren Zielen. In Stoßzeiten gibt es einen 10- bis 15-Minuten-Takt nach Graz über die Ries (Liniennummern: 300, 331, 400, 460, 470), betrieben von ÖBB-Postbus und Verkehrsbetriebe Gruber. Kurse von Graz nach Eggersdorf gibt es über Edelsbach (ÖBB-Postbus Linie 361) und über Brodersdorf-Kühlhauser (ÖBB-Postbus Linie 360). Von Eggersdorf Zentrum besteht eine Verbindung mit der Linie 240 (ÖBB-Postbus) über Faßlberg und Niederschöckl nach Graz-Andritz. Im Nordwesten der Gemeinde an der Weizer Straße B 72 gibt es RegioBus-Linien nach Graz, Weiz, St. Radegund und Kumberg (Linien 200, 201, 250; betrieben von ÖBB-Postbus). Der Takt auf dieser Strecke wurde im Juli 2019 stark verbessert und die Linien angepasst. In der Gemeinde gibt es abseits der Hauptbusachsen die Möglichkeit, das Rufsammeltaxi GUSTmobil anzufordern. Die Haltepunkte sind mit Schildern ausgewiesen. Die Fahrt ist nicht Teil des VerbundLinie-Tarifsystems. Der nächstgelegene Bahnhof befindet sich in Gleisdorf in neun Kilometer Entfernung, von wo aus Zugang zur Steirischen Ostbahn und zur Lokalbahn Gleisdorf-Weiz besteht. Allerdings ist auch der Hauptbahnhof Graz nur etwa 15 km entfernt.

- Der Flughafen Graz befindet sich in etwa 30 km Entfernung.

### Bildung und Soziales
- Schulen: In der Marktgemeinde Eggersdorf befinden sich eine Volksschule, eine Neue Mittelschule, eine Polytechnische Schule und eine Musikschule.[10]
- Apotheke: Im Zentrum von Eggersdorf gibt es eine Apotheke.[11]
- Ärzte: Für die Gesundheitsversorgung der Bevölkerung stehen Ärzte der Allgemeinmedizin und Fachärzte zur Verfügung.[12]
- Pflegewohnhaus: Die Caritas Steiermark betreibt in Eggersdorf eine Pflegewohnhaus.[13]

## Politik

### Gemeinderat
Der Gemeinderat hat 25 Mitglieder.
- Nach den Gemeinderatswahlen in der Steiermark 2015 hatte der Gemeinderat folgende Verteilung: 11 ÖVP, 8 Team Taucher Gemeinsames Eggersdorf, 3 SPÖ, 2 FPÖ und 1 GRÜNE.[14]
- Nach den Gemeinderatswahlen in der Steiermark 2020 hat der Gemeinderat folgende Verteilung: 14 ÖVP, 5 GRÜNE, 3 SPÖ und 3 FPÖ.[15]

### Bürgermeister
- 2005–2014 Johann Zaunschirm (ÖVP)
- seit 2015 Reinhard Pichler (ÖVP), davor Bürgermeister von Hart-Purgstall

### Wappen

Wappen der Vorgängergemeinden
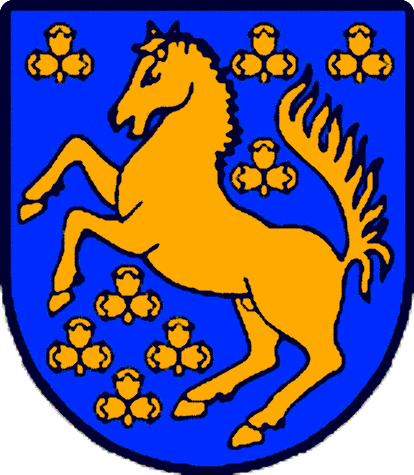
Brodingberg
Hart-Purgstall
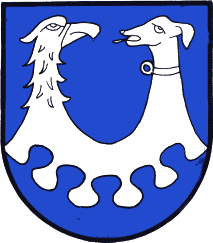
Höf-Präbach

Mit der Gemeindezusammenlegung verloren alle Wappen der Vorgängergemeinden ihre offizielle Gültigkeit.
Die Blasonierung (Wappenbeschreibung) des mit 1. Juli 1979 verliehenen Gemeindewappens lautet:
„Ein silberner Schild mit grünem Schildhaupt, darin nebeneinander zwei silberne Laubkronen, im unteren Feld balkenförmig zwei schwarze Eggenbänke, eine mit vier, die andere mit drei gestürzten Zähnen“
Die Neuverleihung erfolgte mit unveränderter Beschreibung zum 30. Jänner 2016.

Die ehemalige Gemeinde Purgstall bei Eggersdorf hatte zum 1. Juli 1992 ein Wappen mit der Beschreibung „Im Zinnenschnitt von Kürsch und Rot geteilt mit einer silbernen von unten nach vorne gebogenen Dornenranke mit einer silbernen Rose im roten Feld“ erhalten.

### Partnerschaftsgemeinden
Partnergemeinden sind:
- Kétújfalu (Ungarn)
- Bördeland, Ortsteil Schönebeck (Deutschland)

## Persönlichkeiten

### Ehrenbürger der Gemeinde
- Rupert Haas (1936–2016), Bürgermeister von Eggersdorf 1984–2005

### Söhne und Töchter der Gemeinde
- Alois Neuhold (* 1951), Maler und Objektkünstler

### Mit der Gemeinde verbundene Persönlichkeiten
- Waltraud Schiffer (* 1966), Politikerin und Landwirtin
- Irmgard Wurmbrand (1906–1988), Schriftstellerin und Drehbuchautorin